# Československá hokejová reprezentace v sezóně 1926/1927
Československá hokejová reprezentace v sezóně 1926/1927 sehrála celkem 5 zápasů.

## Přehled mezistátních zápasů
| Pořadí | Datum          | Soupeř   | Výsledek       | Soutěž                  | Místo utkání |
| ------ | -------------- | -------- | -------------- | ----------------------- | ------------ |
| 42.    | 24. ledna 1927 | Německo  | 1:2 (0:2, 1:0) | Mistrovství Evropy 1927 | Vídeň        |
| 43.    | 25. ledna 1927 | Belgie   | 0:2 (0:2, 0:0) | Mistrovství Evropy 1927 | Vídeň        |
| 44.    | 27. ledna 1927 | Polsko   | 1:1 (1:0, 0:1) | Mistrovství Evropy 1927 | Vídeň        |
| 45.    | 28. ledna 1927 | Maďarsko | 5:0 (2:0, 3:0) | Mistrovství Evropy 1927 | Vídeň        |
| 46.    | 29. ledna 1927 | Rakousko | 0:1 (0:0, 0:1) | Mistrovství Evropy 1927 | Vídeň        |

## Bilance sezóny 1926/27
| Soupeř   | Zápasy | Výhry | Remízy | Prohry | Skóre |
| -------- | ------ | ----- | ------ | ------ | ----- |
| Belgie   | 1      | 0     | 0      | 1      | 0:2   |
| Maďarsko | 1      | 1     | 0      | 0      | 5:0   |
| Německo  | 1      | 0     | 0      | 1      | 1:2   |
| Polsko   | 1      | 0     | 1      | 0      | 1:1   |
| Rakousko | 1      | 0     | 0      | 1      | 0:1   |
| Celkem   | 5      | 1     | 1      | 3      | 7:6   |